# Berlins Most Wanted (album)
Berlins Most Wanted è un album in collaborazione dei tre rapper tedeschi Bushido, Fler e Kay One. L'album è uscito il 22 ottobre del 2010 attraverso l'etichetta discografica ersguterjunge in due versioni: Standard e Limited-Deluxe.
Il disco nasce alcuni mesi dopo che Bushido si fece proteggere dall'Ufficio tedesco brevetti e marchi il nome "Berlins Most Wanted".

## Contenuto
L'album contiene tracce da tipico Gangsta rap (Die ganze Galaxie, Lauf, Nutte, lauf! etc.). Anche tracce riflessive non mancano (Mein Ein und Alles, Wunschkozert etc.).
Nella versione Limited-Deluxe ci sono altre tre tracce, il video musicale del Singolo e un DVD. L'intero disco è privo di alcun featuring.

## Produzione
Il disco è stato prodotto da Bushido, Beatzarre e Djorkaeff.

## Successo e Singoli
Il disco ha avuto una buona posizione nella Media Control Charts ovvero 2º posto.
Il singolo estratto dal disco BMW è un doppio-singolo Berlins Most Wanted e Weg eines Kriegers. Il doppio singolo raggiunse il 31º posto nella Media Control Charts.

## Tracce
Versione Standard:
| #  | Titolo                      | Durata |
| -- | --------------------------- | ------ |
| 1  | Intro                       | 2:39   |
| 2  | Was du machst in 'nem Monat | 4:37   |
| 3  | Weg eines Kriegers          | 3:59   |
| 4  | Schlampen (Skit)            | 0:52   |
| 5  | Sie wissen, wer wir sind    | 3:14   |
| 6  | Lauf, Nutte, lauf!          | 3:51   |
| 7  | Mein Ein und Alles          | 4:05   |
| 8  | Für dich da sein            | 4:40   |
| 9  | Die ganze Galaxie           | 3:26   |
| 10 | Rapstar                     | 4:13   |
| 11 | Teufel auf Erden            | 3:46   |
| 12 | Alles anders (Skit)         | 0:49   |
| 13 | Geld, Sex und Ruhm          | 3:46   |
| 14 | Berlins Most Wanted         | 3:55   |
| 15 | Nur Gott kann uns richten   | 3:57   |
| 16 | Wunschkonzert               | 4:16   |
| 17 | Das ist Hip Hop             | 3:55   |
| 18 | Outro                       | 0:34   |

Tracce Bonus della versione Limited-Deluxe:
| #  | Titolo                                     | Durata |
| -- | ------------------------------------------ | ------ |
| 19 | Ich hatte einen Traum (Solo Kay One)       | 3:43   |
| 20 | Keiner hält mich auf (Solo Fler)           | 3:37   |
| 21 | 9 Millimeter, Koks und Geld (Solo Bushido) | 3:51   |